# 李炳然
李炳然（17世紀—17世紀），字人虎，號東臯，湖廣黃州府蘄州人，明末清初政治人物。

## 生平
李炳然是崇禎九年（1636年）的舉人，次年（1637年）會試中副榜，獲授吏部司務，入清擔任萬安知縣，告歸後杜門著述，文字窮極理要，以經為本體，有《江麓堂集》傳世。他為人溫文爾雅、不茍言笑，深入研究疏義，老而彌堅，州人都經其指教，九十多歲才去世。

## 引用
1. 1 2  同治《蘄州志·卷十一·人物志》：李炳然，字人虎，號東臯，崇禎丁丑會試副車，官吏部司務，出宰江西萬安，予告歸杜門著述，所言皆窮極理要，以經為質，有《江麓堂集》傳世。其為人溫文爾雅，不茍言笑，沈潛疏義老而彌篤，州人士以古學相勗，皆經其指授云，年九十餘卒。
2. ↑  同治《蘄州志·卷九·選舉志》：崇禎九年丙子科（舉人） 李炳然 丁丑會試副榜，官知縣